# Dionýsios Zakythinós
Dionýsios A. Zakythinós ou Zakythenos (grec moderne : Διονύσιος Α. Ζακυθηνός ; 1905 à Lixoúri sur l’île de Céphalonie – 18 janvier 1993 à Athènes) est un byzantiniste grec de renom.

## Biographie
Dionýsios Zakythinós nait en 1905 dans l’île de Céphalonie, en Grèce. Après avoir reçu un premier diplôme de l’université d’Athènes en 1927, il poursuit ses études à la Sorbonne de Paris, alors un centre important d’Études byzantines où enseignent des professeurs tels que Charles Diehl et Ferdinand Lot. Son premier ouvrage d’importance est une étude détaillée du despotat de Morée publié sous le titre « Le despotat grec de Morée (1262-1460) ». Le premier tome paru en 1932, mais il faut attendre la fin de la Seconde Guerre mondiale pour que paraisse le second tome en 1953. De 1939 à 1970 il enseigne l’histoire byzantine et celle de la Grèce contemporaine à l’université d’Athènes où il a comme étudiants de futurs byzantinistes comme Angelikí Laḯou, Nikolaos Oikonomides et Chrýssa Maltézou (el). De 1937 à 1946, il dirigea les Archives générales de l'État. Il enseigne également l’histoire grecque contemporaine à l’université Panteion de 1951 à 1965, occupe le poste de vice-président de la Fondation nationale de la recherche scientifique en 1958 et est le premier directeur de l’Institut de la recherche byzantine, de sa fondation en 1960 jusqu’en 1975. Il est élu membre de l’Académie d’Athènes en 1966 dont il est élu président en 1974. Fait « Foreign Fellow » de la British Academy, il préside l’Association internationale des études byzantines de 1971 à 1976 dont il demeure par la suite président honoraire.
Outre sa carrière académique, Zakythinós est brièvement ministre dans le gouvernement intérimaire de Ioánnis Paraskevópoulos de 1963-1964. Après la chute du régime des colonels, il est élu au parlement grec lors des élections de novembre 1974 sous la bannière du parti conservateur « Nouvelle Démocratie ». Il y reste jusqu’en 1977.
Il est mort le 18 janvier 1993 à Athènes.